# Pub quiz

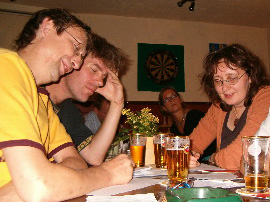
Equip jugant al "pub quiz" a Amsterdam (Països Baixos).

Un pub quiz (literalment 'concurs de preguntes de pub') és un concurs de preguntes i respostes per equips que es fa en un pub. La tradició va néixer a la Gran Bretanya i va arribar al seu punt àlgid als primers anys de 90. Aquesta es va estendre per països de la Commonwealth com Austràlia o Nova Zelanda, i també els Estats Units. Actualment la tradició s'ha estès a tot el món. A les terres de parla catalana hi ha un mínim de vuit pubs (britànics i no britànics) que fan quizs regularment (2 a Alacant, 3 a Barcelona, 1 a Argentona (Maresme), 1 a Santa Ponça (Mallorca) i 1 a Valencia). Aquest joc és un exemple clar dels moderns jocs de pub o pub games. Encara que tots aquests concursos de pubs poden tenir una àmplia gamma de formats i temes, tots tenen molts trets en comú.
El pub quiz consisteix en diverses rondes de preguntes que formula l'anomenat quizmaster. Els equips han de respondre per escrit i lliurar el paper amb les respostes. Normalment els premis són consumicions al mateix pub en acabar el quiz.

## Rècord Guinness depub quizzes
El rècord mundial Guinness va superar-se el juny de 2007 a Irlanda, amb 1234 participants en 21 establiments. El 6 de desembre del mateix any es va intentar batre el rècord amb 2007 persones a Cornualla com a part de la seva campanya per arribar a portar 50 milions de lliures esterlines de la Big Lottery Fund's The People’s £50 Million Contest a Cornualla.